# Canepari (Fosdinovo)
Canepari è una frazione del comune di Fosdinovo, nella provincia di Massa e Carrara.

## Geografia fisica
Si trova ad est rispetto al capoluogo di comune, a 430 metri d'altezza sul livello del mare, sopra e a nord di Carignano e a sud di Ponzanello.
È dalla coltivazione della canapa ("cannabis" in latino) che si svolgeva nell'area in passato e dai cosiddetti "Canoari" (terreno ben concimato adatto alla coltivazione della canapa) che trae origine il nome del paese (che in dialetto locale viene chiamato spesso anche "Canevari").

## Storia
È una delle frazioni più recenti del comune, con le prime case costruite intorno al 1650-1700 da contadini provenienti da Ponzanello, Carignano, Chiavari e dalla Francia. Prima di allora, la zona era disabitata e compresa nel distretto di Ponzanello, nel marchesato di Fosdinovo dei Malaspina, con il toponimo di Groppo di Rosetolo, citato dal Codice Pelavicino nel 1233. L'antico legame con Ponzanello è ravvisabile ancor oggi per il fatto che Canepari si trova nella Parrocchia di Ponzanello. L'abbondanza di sorgenti contribuì al popolamento della zona e permise la coltivazione di canapa, fibra tessile usata per confezionare vestiti, asciugamani e tovaglie. La lottizzazione del terreno fu abbastanza omogenea e portò ad una forma del borgo più trapezoidale che rettangolare.
Dopo la fine del Marchesato di Fosdinovo (1797), il destino di Canepari rimase legato a quello di Ponzanello e, di riflesso, a quello di Fosdinovo.
Nell'ambito della Resistenza fosdinovese, il 19 settembre 1944 la formazione Orti, guidata da Lido Galletto, aderí alla costituzione della Brigata Garibaldi "Ugo Muccini" di Sarzana, comandata da Piero Galantini "Federico" e con Commissario Politico Paolino Ranieri "Andrea". Il comando della Brigata fu posto nel paese di Canepari.

## Società

### Religione
Canepari appartiene alla parrocchia di San Martino Vescovo con sede a Ponzanello, nella diocesi di Massa Carrara-Pontremoli. Da maggio 2014, fa parte dell'unità pastorale di Fosdinovo, all'interno, dal marzo 2017, del Vicariato di Carrara (prima si trovava in quello di Aulla). La festa del patrono Beata Vergine Maria Ausiliatrice si festeggia il 24 maggio.